# Catedral de la Divina Pastora (Tucupita)
La Catedral de la Divina Pastora o Catedral de Tucupita es el nombre que recibe un edificio religioso que está afiliado a la Iglesia católica y funciona como la sede el Vicariato apostólico de Tucupita (Vicariatus Apostolicus Tucupitensis) creado el 30 de julio de 1954 mediante la bula Crescit in dies del Papa Pío XII, en la ciudad de Tucupita capital del Estado Delta Amacuro en el extremo este del país sudamericano de Venezuela. Se ubica concretamente entre las calles Mariño, La Paz y la Avenida Arismendi.
Como su nombre lo indica está dedicada a la virgen María en su advocación de la Divina Pastora, que es junto con la de la Virgen de Coromoto una de las advocaciones marianas más conocidas de Venezuela. Aunque las procesiones de la divina Pastora suelen producirse en el Estado Lara al centro occidente del país, la catedral de esa ciudad está dedicada a la Virgen del Carmen, mientras que la de Tucupita opto por honrar a la Divina Pastora, unos de los símbolo del catolicismo en Venezuela.
El templo sigue el rito romano o latino y está bajo el cuidado pastoral del Obispo Ernesto José Romero Rivas. El espacio interno es de 1.352 M² (52 m de largo por 26 m de ancho) con 2 torres y una altura máxima de 32 metros. Su construcción se inició en 1957 y no sería concluida sino hasta 1982.